# 카잘 아가르왈
카잘 아가르왈(힌디어: काजल अग्रवाल, 1985년 6월 19일 ~ )은 인도의 배우이다.

## 출연 작품
- 거츠, 건즈 앤 러브 (2016)
- 템퍼 (2015)
- 마아리 (2015)
- 예바두 (2014)
- 바드샤 (2013)
- 올 인 올 아자구 라자 (2013)
- 서 케임 (2012)
- 투파키 (2012)
- 마트란 (2012)
- 비지니스 맨 (2012)
- 모범경찰 싱감 (2011)
- 달링 (2010)
- 옴 샨티 (2010)
- 마가디라 (2009)

## 같이 보기
- 인도 영화 배우 목록